# کرتیس اسکاپاروتی
کرتیس اسکاپاروتی (انگلیسی: Curtis Scaparrotti؛ زادهٔ ۵ مارس ۱۹۵۶) ژنرال بازنشسته نیروی زمینی ایالات متحده آمریکا است، که در فاصله سال‌های ۲۰۱۶ تا ۲۰۱۹ به‌عنوان هجدهمین فرمانده عالی متفقین اروپا فعالیت می‌کرد و با حفظ سمت، فرماندهی اروپایی ایالات متحده آمریکا را برعهده داشت.
اسکاپاروتی فعالیت نظامی را از سال ۱۹۷۸ در نیروی زمینی آمریکا آغاز کرد، از ۲۰۰۴ تا ۲۰۰۶ فرمانده آکادمی نظامی ایالات متحده بود، در فاصله سال‌های ۲۰۰۸ تا ۲۰۱۰ فرماندهی لشکر ۸۲ام هوابرد را برعهده داشت و از ۲۰۱۰ تا ۲۰۱۱ به‌عنوان فرمانده سپاه اول فعالیت می‌کرد.
وی از ۲۰۱۱ تا ۲۰۱۲ فرماندهی نیروهای بین‌المللی کمک به امنیت را برعهده داشت، از ۲۰۱۲ تا ۲۰۱۳ مدیر ستاد مشترک بود، در فاصله سال‌های ۲۰۱۳ تا ۲۰۱۶ به‌عنوان فرمانده نیروهای کره ایالات متحده فعالیت می‌کرد و با حفظ سمت، فرماندهی سازمان ملل را برعهده داشت.